# 닌텐도 라이프

닌텐도 라이프(Nintendo Life)는 비디오 게임과 다운로드 가능한 소프트웨어를 포함하여, 닌텐도 제품에 상당한 관련이 있는 웹사이트이다. 유로게이머의 파트너사 엔라이프 미디어(Nlife Media)가 소유, 운영하고 있다.
이 사이트의 섹션들은 닌텐도 스위치, Wii U, Wii, 닌텐도 3DS, 닌텐도 DSi, WiiWare, DSiWare, 또 닌텐도의 버추얼 콘솔 게임을 통해 재출시된 클래식 타이틀을 다루고 있다. 출시 예정 게임들에 대한 뉴스와 리뷰를 다루며 각 콘솔별로 상당한 리테일 게임과 닌텐도 e숍에서 디지털화되어 출시된 모든 타이틀들을 다룬다.

## 역사
닌텐도 라이프는 2006년에 설립되었으며, 당시 웹사이트는 미국 내에서 Wii의 출시와 더불어 11월 16일 런칭하였다. 이 기업은 영국에 위치해 있으며 2009년에 닌텐도 라이프는 WiiWare World와 버추얼 콘솔 리뷰 사이트들을 인수하여 다운로드 가능한 게임의 영역을 100%로 확대하였다. 2014년, 닌텐도 라이프의 유튜브 채널은 정규 콘텐츠를 받을 수 있게 확장되었다.